# Brave heart (宮崎歩の曲)
『brave heart』（ブレイブ・ハート）は、宮崎歩のデビューシングル。1999年6月25日に8cmCDで発売。発売元はNECインターチャネル。販売元はキングレコード。
2004年8月1日に12cmCD(マキシシングル)として再発されている。
本項ではリメイク作品である「brave heart～tri.Version～」及び「brave heart～LAST EVOLUTION Version～」についても記述する。

## 収録内容
1. brave heart 歌：宮崎歩
作詞：大森祥子 作曲・編曲：太田美知彦
フジテレビ系アニメ『デジモンアドベンチャー』『デジモンアドベンチャー02』挿入歌
テレビ東京系アニメ『デジモンユニバース アプリモンスターズ』では第45話限定で挿入歌として使用された。
2. 進化でガッツ！ 歌：デジモンシンカーズ
作詞：かはらやすみ、大森祥子 作曲・編曲：太田美知彦
アグモン(坂本千夏)、ガブモン(山口眞弓)、ピヨモン(重松花鳥)、パタモン(松本美和)、テントモン(櫻井孝宏)、ゴマモン(竹内順子)、バルモン(溝脇しほみ)によるキャラクターソング。
3. brave heart（オリジナル・カラオケ）
4. 進化でガッツ！（オリジナル・カラオケ）

## 収録アルバム
- デジモンアドベンチャー シングルヒットパレード (#1)
- デジモンアドベンチャー キュートビートクラブ (#1)
- デジモンアドベンチャー ベストヒットパレード (#1)
- デジモンアドベンチャー02 歌と音楽集 Ver.2 (#1)
- デジモンアドベンチャー02 ベストヒットパレード (#1)
- デジモン挿入歌ベストエボリューション (#1)
- デジモン挿入歌ワンダーベストエボリューション (#1)
- デジモン挿入歌ミラクルベストエボリューション (#1)
- DIGIMON HISTORY 1999-2006 ALL THE BEST (#1)
- DIGIMON MOVIE SONG COLLECTION (#1)
- Show you my brave hearts (#1)

## brave heart～tri.Version～
『brave heart～tri.Version～』（ブレイブ・ハート トライ・バージョン）は、2015年11月25日に発売された宮﨑歩のシングル。発売元はドリーミュージックパブリッシング、販売元はキングレコード。

## 解説
テレビアニメ『デジモンアドベンチャー』生誕15周年を記念して制作されたシリーズ『デジモンアドベンチャー tri.』の挿入歌として、デビューシングル「brave heart」をリメイクした作品。
2016年6月1日には「brave heart～tri.Version～」のミュージックビデオを収録したCD+DVDとして新たに発売された。

## 収録内容

### CD
1. brave heart～tri.Version～
作詞：大森祥子 作曲：太田美知彦 編曲：宮崎歩
2. brave heart～tri.Version～(Original Karaoke)

### DVD
1. brave heart～tri.Version～ [MUSIC VIDEO]

## brave heart～LAST EVOLUTION Version～
『brave heart～LAST EVOLUTION Version～』（ブレイブ・ハート ラストエボリューション・バージョン）は、2020年2月19日に発売された宮﨑歩のシングル。発売元はドリーミュージックパブリッシング、販売元はキングレコード。

## 解説
brave heart～tri.Version～に続き、テレビアニメ『デジモンアドベンチャー』生誕20周年を記念して制作されたシリーズ『デジモンアドベンチャー LAST EVOLUTION 絆』の挿入歌として、デビューシングル「brave heart」をリメイクした作品。

## カバー
- 梶裕貴 - 百歌声爛 男性声優編Ⅲ
- 竹内順子 - 百歌声爛 女性声優編II（新）
- 森久保乃々（高橋花林） - THE IDOLM@STER CINDERELLA GIRLS STARLIGHT MASTER GOLD RUSH! 07 Wish you Happiness!!